# Daisy Dick
Daisy Dick (Oxford, 29 marzo 1972) è una cavallerizza britannica, vincitrice della medaglia di bronzo alle Olimpiadi di Pechino 2008 nel concorso completo a squadre..

## Partecipazioni olimpiche
1. Pechino 2008

## Palmarès
- Giochi olimpici

Pechino 2008: bronzo nel completo a squadre.